# Clara-Villerach
Clara-Villerach (do 7 lutego 2017 Clara) – gmina we Francji, w regionie Oksytania, w departamencie Pireneje Wschodnie. W 2013 roku populacja ówczesnej gminy wynosiła 254 mieszkańców. 